# Cianometro

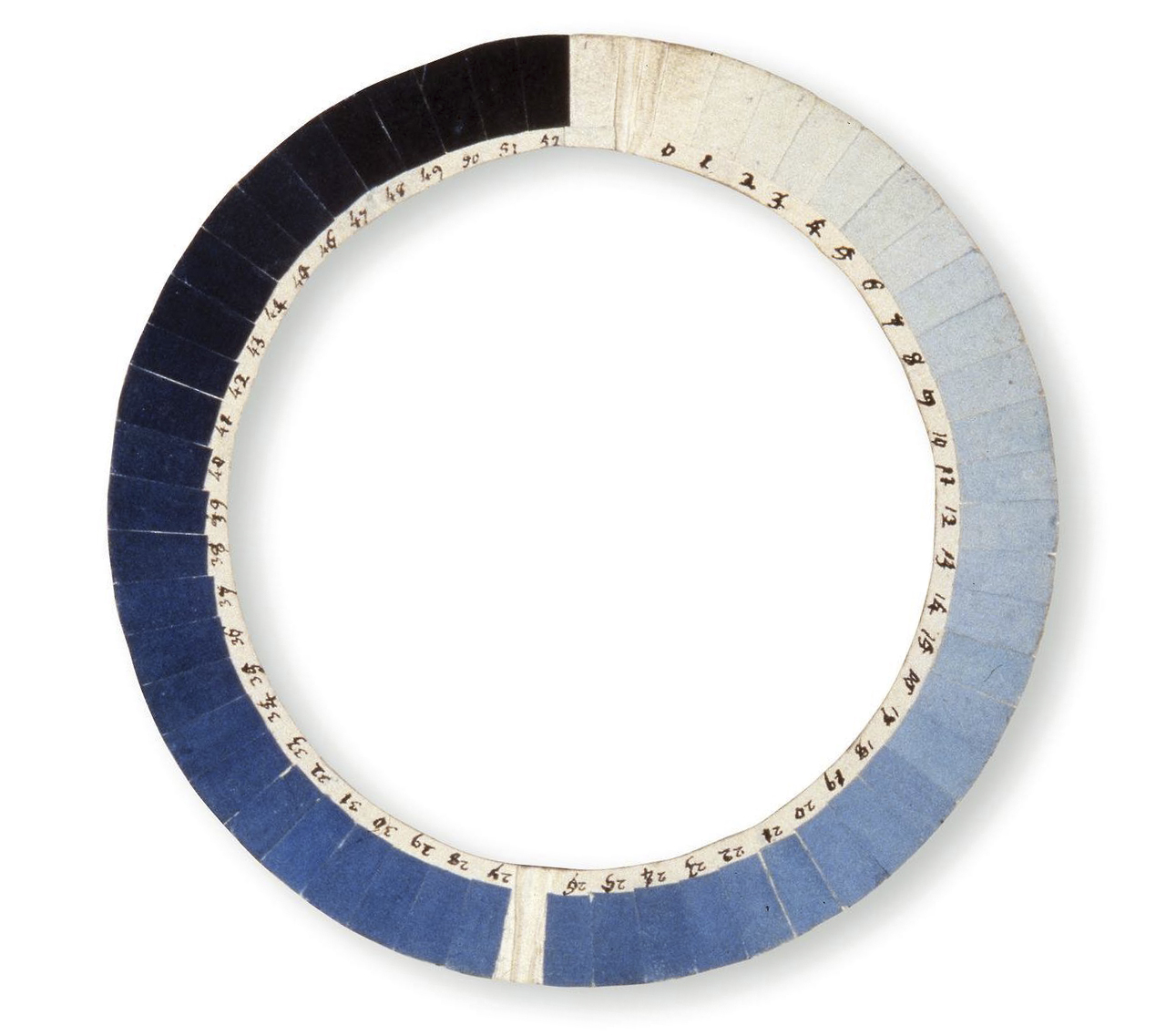
Cianometro di Horace-Bénédict de Saussure (Musée d'histoire des sciences de la Ville de Genève, Ginevra)

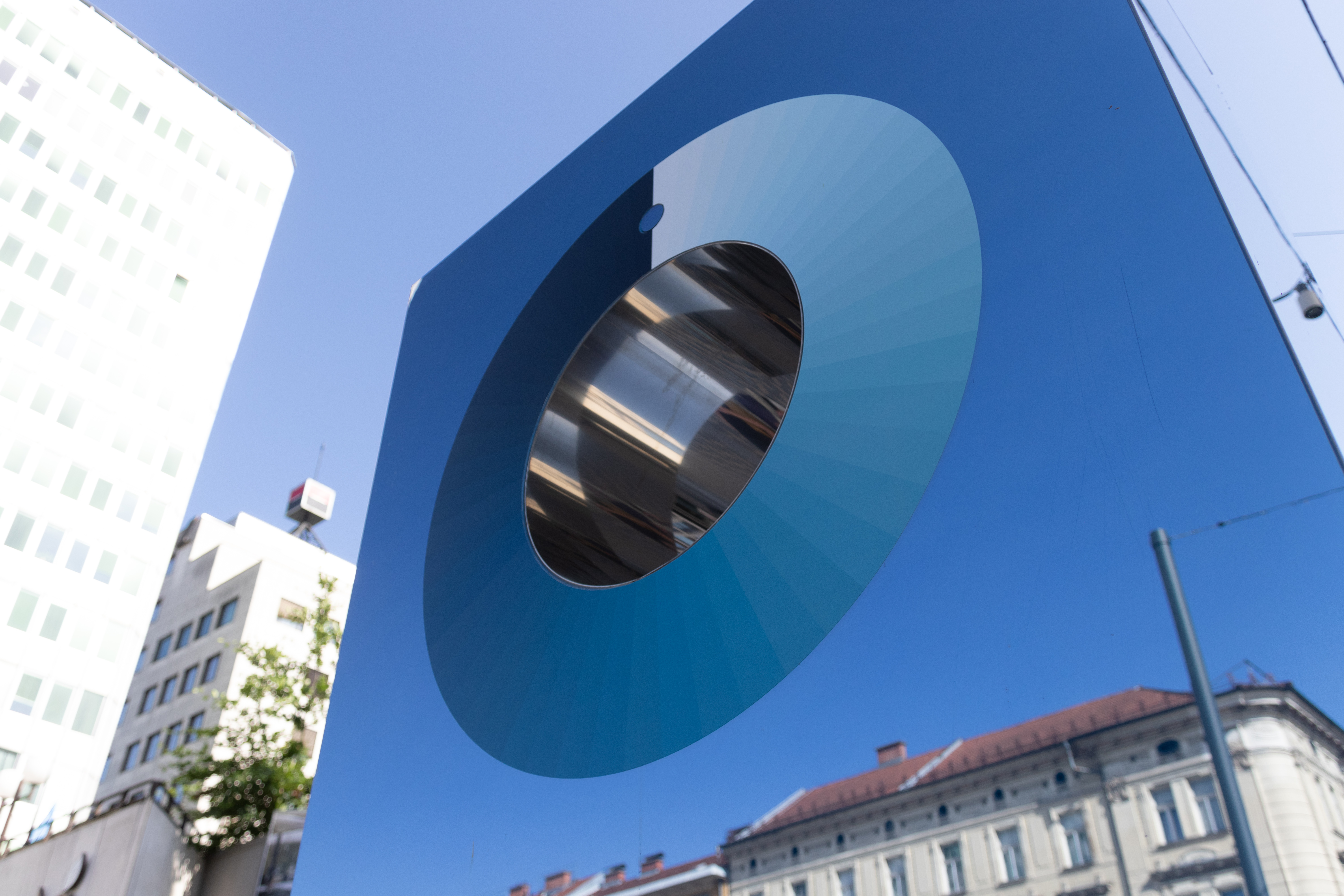
Opera d'arte ispirata a un cianometro, Lubiana

Il cianometero (dal greco antico κύανος?, kuanos, "blu" e μέτρον, métron, "misura") o cianoscopio è uno strumento per misurare l'intensità del blu del cielo. Consiste in rettangoli di carta tinti di tonalità di blu graduate e disposti a formare un cerchio o un quadrato.
La sua invenzione è attribuita a Horace-Bénédict de Saussure, che avrebbe creato il primo esemplare nel 1789. Il suo cianometro era diviso in 53 sezioni, pari ad altrettante sfumature di blu, ottenute dalla tintura di blu di Prussia, disposte in cerchio. Lo scienziato utilizzò lo strumento per misurare il colore del cielo a Ginevra, a Chamonix e sul monte Bianco. Dalle sue osservazioni De Saussure concluse che il colore del cielo dipende dalla quantità di particelle sospese nell'atmosfera. 
Anche Alexander von Humboldt si servì con assiduità del cianometro durante i suoi viaggi di esplorazione in Sud America.